# Sanicula hacquetioides
Sanicula hacquetioides är en flockblommig växtart som beskrevs av Adrien René Franchet. Sanicula hacquetioides ingår i släktet sårläkor, och familjen flockblommiga växter. Inga underarter finns listade i Catalogue of Life.